# Mammillaria knippeliana
Mammillaria knippeliana är en kaktusväxtart som beskrevs av Leopold Quehl. Mammillaria knippeliana ingår i släktet Mammillaria och familjen kaktusväxter. Inga underarter finns listade i Catalogue of Life.